# Molecular Biology and Evolution
Molecular Biology and Evolution, abgekürzt Mol. Biol. Evol., ist eine wissenschaftliche Zeitschrift, die von Oxford University Press im Auftrag der Society for Molecular Biology and Evolution veröffentlicht wird. Die Zeitschrift wurde erstmals im Dezember 1983 veröffentlicht und erscheint derzeit monatlich. Es werden Artikel mit Bezug zur molekularen und evolutionären Biologie veröffentlicht.
Der Impact Factor lag im Jahr 2023 bei 11,0. MBE belegte Platz 8 von 172 Zeitschriften in der Kategorie „Genetik und Vererbung“, Platz 16 von 285 Zeitschriften in der Kategorie „Biochemie und Molekularbiologie“ und Platz 4 von 54 in der Kategorie „Evolutionsbiologie“.
Die Chefredakteure sind Claudia Russo und Brandon Gaut.